# Lista de membros titulares da Academia Brasileira de Ciências empossados entre 1942 e 1966
Esta lista contém os nomes dos membros titulares da Academia Brasileira de Ciências empossados no período entre 1942 e 1966 da ABC.
| Imagem | Nome                                  | Datas de nascimento e falecimento              | Local de nascimento     | Área de especialização | Alma mater             | Data de posse          | Conhecido por | Referências          |
| ------ | ------------------------------------- | ---------------------------------------------- | ----------------------- | ---------------------- | ---------------------- | ---------------------- | --- | -------------------- |
|        | Cesare Mansueto Giulio Lattes         | 11 de julho de 1924 08 de março de 2005        | Curitiba, PR            | Ciências Físicas       | USP                    | 21 de setembro de 1949 | Co-descobridor do méson pi Co-fundador do CBPF Plataforma Lattes Foi orientado por Gleb Wataghin. | [ 2 ] [ 3 ]          |
|        | Mário Schenberg                       | 2 de julho de 1914 10 de novembro de 1990      | Recife, PE              | Ciências Físicas       | USP                    | 21 de setembro de 1949 | Processo Urca Limite de Schönberg–Chandrasekhar Considerado o maior físico teórico do Brasil. | [ 4 ] [ 5 ]          |
|        | José Leite Lopes                      | 28 de outubro de 1918 12 de junho de 2006      | Recife, PE              | Ciências Físicas       | UFPE                   | 21 de setembro de 1949 | Grande articulador político, junto de César Lattes, para a fundação do CBPF (1949). Responsável pela primeira predição do bóson Z, cujos resultados serviram de base para o desenvolvimento da unificação eletrofraca, que deu o Nobel de Física de 1979 a Steven Weinberg, Sheldon Glashow e Abdus Salam. | [ 6 ] [ 7 ] [ 8 ]    |
|        | Maurício Matos Peixoto                | 15 de abril de 1921 28 de abril de 2019        | Fortaleza, CE           | Ciências Matemáticas   | UFRJ                   | 21 de setembro de 1949 | Fundador do IMPA Décimo-sétimo presidente da ABC (1981 – 1991) Teorema de Peixoto | [ 9 ]                |
|        | Crodowaldo Pavan                      | 01 de dezembro de 1919 03 de abril de 2009     | Campinas, SP            | Ciências Biológicas    |                        | 23 de dezembro de 1952 | Foi presidente do CNPq de 1986 a 1990. Em 1978, tornou-se membro da Pontifícia Academia das Ciências. | [ 10 ] [ 11 ]        |
|        | Oscar Sala                            | 26 de março de 1922 02 de janeiro de 2010      | Milão, Itália           | Ciências Físicas       | USP                    | 13 de maio de 1952     | Décimo-oitavo presidente da ABC (1991 – 1993) Foi fundador e o primeiro presidente da Sociedade Brasileira de Física Presidente da SBPC (1973 - 1979) Criou o projeto Rede ANSP, em 1988 |                      |
|        | Jayme Tiomno                          | 16 de abril de 1920 12 de janeiro de 2011      | Rio de Janeiro, RJ      | Ciências Físicas       | USP                    | 13 de maio de 1952     | Triângulo de Tiomno-Wheeler Trabalhou com E.P. Wigner e com C.N. Yang (antes dos prêmios Nobel) Membro fundador do CBPF | [ 12 ] [ 13 ]        |
|        | José Ribeiro do Valle                 | 15 de agosto de 1908 19 de dezembro de 2000    | Guaxupé, MG             | Ciências Biomédicas    | USP                    | 23 de dezembro de 1952 | | [ 14 ]               |
|        | Wladimir Lobato Paraense              | 16 de novembro de 1914 11 de fevereiro de 2012 | Igarapé-Miri, PA        | Ciências Biológicas    | UFPB                   | 13 de maio de 1952     | Descobriu o ciclo exoeritrocitário da malária. | [ 15 ] [ 16 ]        |
|        | Amadeu Cury                           | 13 de maio de 1917 18 de maio de 2008          | Guaxupé, MG             | Ciências Biomédicas    | UFRJ                   | 22 de dezembro de 1953 | | [ 17 ] [ 18 ] [ 19 ] |
|        | Luiz Carlos Uchôa Junqueira           | 05 de agosto de 1920 06 de outubro de 2006     | São Paulo, SP           | Ciências Biomédicas    | USP                    | 14 de dezembro de 1954 | Foi o primeiro presidente da Fundação Carlos Chagas. Foi fundador e primeiro presidente da Sociedade Brasileira de Biologia Celular (1980). Autor do amplamente utilizado livro Histologia Básica. | [ 20 ]               |
|        | Setembrino Petri                      | 25 de setembro de 1922                         | Amparo, SP              | Ciências da Terra      | USP                    | 14 de dezembro de 1954 | |                      |
|        | José Goldemberg                       | 27 de maio de 1928                             | Santo Ângelo, RS        | Ciências Físicas       | USP                    | 27 de dezembro de 1955 | |                      |
|        | Martha Vannucci                       | 10 de maio de 1921                             | Florença, Itália        | Ciências Biológicas    | USP                    | 27 de dezembro de 1955 | |                      |
|        | Sérgio Mascarenhas de Oliveira        | 02 de maio de 1928                             | Rio de Janeiro, RJ      | Ciências Físicas       | UFRJ                   | 27 de dezembro de 1955 | |                      |
|        | Eduardo Penna Franca                  | 27 de janeiro de 1927 20 de agosto de 2007     |                         | Ciências Biomédicas    | UFRJ                   | 26 de dezembro de 1957 | | [ 21 ]               |
|        | Metry Bacila                          | 22 de junho de 1922 03 de maio de 2012         | Palmeira, PR            | Ciências Biomédicas    | UFPR                   | 22 de dezembro de 1959 | Em 1947, trabalhou com Luis Federico Leloir (Prêmio Nobel de Química, 1970) e Bernardo Houssay (Prêmio Nobel de Medicina, 1947). No Marine Biological Laboratory de Massachusetts, trabalhou com George Wald (Prêmio Nobel de Medicina, 1967). Recebeu Doutor Honoris Causa da PUC-PR e da UFS.            | [ 22 ]               |
|        | Cláudio Costa Neto                    | 11 de dezembro de 1932                         | Rio de Janeiro, RJ      | Ciências Químicas      | UFRJ                   | 26 de dezembro de 1961 | |                      |
|        | Herch Moysés Nussenzveig              | 16 de janeiro de 1933 05 de novembro de 2022   | São Paulo, SP           | Ciências Físicas       | USP                    | 26 de dezembro de 1961 | | [ 23 ] [ 24 ]        |
|        | Manuel Mateus Ventura                 | 17 de junho de 1921                            | Fortaleza, CE           | Ciências Químicas      | UFC                    | 26 de dezembro de 1961 | |                      |
|        | Otto Gottlieb                         | 31 de agosto de 1920 19 de junho de 2011       | Brno, República Tcheca  | Ciências Químicas      | Universidade do Brasil | 26 de dezembro de 1961 | Recebeu o Prêmio Anísio Teixeira (1986) e Prêmio TWAS (Química, 1991). Recebeu indicações ao Prêmio Nobel nos anos de 1998, 1999 e 2000. | [ 25 ]               |
|        | Warwick Estevam Kerr                  | 09 de setembro de 1922 15 de setembro de 2018  | Santana de Parnaíba, SP | Ciências Agrárias      | USP                    | 18 de dezembro de 1962 | |                      |
|        | David Goldstein                       | 15 de dezembro de 1921                         |                         | Ciências Químicas      |                        | 17 de dezembro de 1963 | |                      |
|        | Elon Lages Lima                       | 09 de julho de 1929 07 de maio de 2017         | Maceió, AL              | Ciências Matemáticas   | UFRJ                   | 17 de dezembro de 1963 | |                      |
|        | Ernst Wolfgang Hamburger              | 08 de junho de 1933 04 de junho de 2018        | Berlim, Alemanha        | Ciências Físicas       | USP                    | 17 de dezembro de 1963 | |                      |
|        | Leopoldo de Meis                      | 01 de março de 1938 07 de dezembro de 2014     | Suez, Egito             | Ciências Biomédicas    | UFRJ                   | 17 de dezembro de 1963 | Foi orientado por Walter Oswaldo Cruz. Doctor Honoris Causa da Universidade de Louvain, Bélgica (1994) | [ 26 ]               |
|        | Gerhard Jacob                         | 05 de novembro de 1930 25 de outubro de 2018   | Hannover, Alemanha      | Ciências Físicas       | UFRGS                  | 22 de dezembro de 1964 | reações (e, e’p) | [ 27 ] [ 28 ]        |
|        | Luiz Rodolpho Raja Gabaglia Travassos | 26 de setembro de 1938 30 de julho de 2020     |                         | Ciências Biomédicas    | UFRJ                   | 22 de dezembro de 1964 | Acinetobacter, Sporothrix schenckii. Foi orientado por Amadeu Cury e orientou Isaac Roitman. | [ 29 ] [ 30 ]        |
|        | Ademar Freire Maia                    | 14 de fevereiro de 1932                        |                         | Ciências Biomédicas    | UFPR                   | 28 de dezembro de 1965 | |                      |
|        | Antonio Paes de Carvalho              | 13 de junho de 1935                            | Rio de Janeiro, RJ      | Ciências Biomédicas    | UFRJ                   | 28 de dezembro de 1965 | Realizou o primeiro registro da atividade elétrica celular do nódulo átrio-ventricular | [ 31 ]               |